# Grabowo Wąskotorowe
Grabowo Wąskotorowe – zlikwidowana w 1973 roku wąskotorowa stacja kolejowa w Olszewie-Borkach na linii kolejowej Myszyniec – Grabowo Wąskotorowe, w powiecie ostrołęckim, w województwie mazowieckim, w Polsce.